# Zoltán Horváth
Zoltán Horváth   (Balatonfüred, 12 de març de 1937 - Budapest, 12 de juny de 2025) va ser un tirador d'esgrima hongarès especialista en sabre, que va competir durant les dècades de 1950 i 1960.
El 1960 va prendre part en els Jocs Olímpics d'Estiu de Roma, on disputà dues proves del programa d'esgrima. Guanyà la medalla d'or en la competició de sabre per equips i la de plata en la de sabre individual. Quatre anys més tard, als Jocs de Tòquio, fou cinquè en la competició de sabre per equips.
En el seu palmarès també destaquen nou medalles al Campionat del Món d'esgrima, quatre d'or, dues de plata i tres de bronze, entre les edicions de 1957 i 1966.